# Mayaca madida
Mayaca madida är en gräsväxtart som först beskrevs av Vell., och fick sitt nu gällande namn av Carlos Stellfeld. Mayaca madida ingår i släktet Mayaca och familjen Mayacaceae. Inga underarter finns listade i Catalogue of Life.